# Cerchysiella
Cerchysiella is een geslacht van vliesvleugeligen uit de familie Encyrtidae. De wetenschappelijke naam van dit geslacht is voor het eerst geldig gepubliceerd in 1914 door Girault.

## Soorten
Het geslacht Cerchysiella omvat de volgende soorten:
- Cerchysiella abilis (Silvestri, 1915)
- Cerchysiella ajara Hayat, 2010
- Cerchysiella amurensis (Khlopunov, 1981)
- Cerchysiella arboris (Girault, 1923)
- Cerchysiella centennalis (Erdös, 1955)
- Cerchysiella citricola Xu, 2005
- Cerchysiella clavata Sushil & Khan, 1995
- Cerchysiella ghilarovi Trjapitzin, 1988
- Cerchysiella glabriscutellum (Girault, 1915)
- Cerchysiella harliga Hayat & Basha, 2003
- Cerchysiella insularis (Howard, 1897)
- Cerchysiella kamathi (Mani & Saraswat, 1974)
- Cerchysiella koenigsmanni (Trjapitzin, 1985)
- Cerchysiella kuwatai Tachikawa, 1985
- Cerchysiella laevigata (De Santis, 1972)
- Cerchysiella laeviscuta (Thomson, 1876)
- Cerchysiella latiscapus (Fatma & Shafee, 1983)
- Cerchysiella meghaiana Hayat & Basha, 2003
- Cerchysiella neodypsisae (Risbec, 1952)
- Cerchysiella nigra Girault, 1915
- Cerchysiella nigrella Girault, 1914
- Cerchysiella perkinsi (Timberlake, 1924)
- Cerchysiella planiscutellum (Mercet, 1921)
- Cerchysiella punctiscutellum (Subba Rao, 1972)
- Cerchysiella scutellata (Howard, 1897)
- Cerchysiella sikkimiana Hayat, 2010
- Cerchysiella takenakai (Tachikawa, 1980)
- Cerchysiella togashii Tachikawa, 1988
- Cerchysiella umbilicata Girault, 1915
- Cerchysiella utilis (Noyes, 1982)
- Cerchysiella xanthopus (Masi, 1917)